# Долгов Ігор Олексійович
Ігор Олексійович Долгов (нар. 6 червня 1957, Славута, Хмельницька область, Українська РСР, СРСР) — український дипломат, Надзвичайний і Повноважний Посол України. Глава Місії України при НАТО (2010—2015). Заступник Міністра оборони України з питань європейської інтеграції (2015—2017). Надзвичайний і Повноважний посол України в Грузії (2017—2022).

## Освіта
У 1980 році закінчив відділення російської мови як іноземної філологічного факультету Київського державного університету імені Тараса Шевченка. Кандидат філологічних наук (1984).

## Кар'єра
1980–1992 — викладач кафедри російської мови як іноземної філологічного факультету Київського державного університету.
1987–1991 — працював лектором університету Тампере, Фінляндія.
Березень 1992–1994 — перший секретар, радник Відділу преси та інформації, радник-помічник міністра закордонних справ.
1994–1997 — радник, радник-посланник Посольства України у Фінляндській Республіці.
Жовтень 1997 — грудень 2000 — заступник начальника Управління політичного аналізу та планування МЗС України.
Грудень 2000 — вересень 2001 — заступник керівника Головного управління з питань зовнішньої політики Адміністрації Президента України.
Вересень 2001 — квітень 2002 — директор Департаменту з питань політики та безпеки МЗС України.
Від грудня 2001 — речник МЗС України;
Квітень 2002 — вересень 2004 — Надзвичайний і Повноважний Посол України в Турецькій Республіці.
Вересень 2004 — грудень 2005 — заступник Міністра закордонних справ України.
Грудень 2005 — квітень 2008 — Надзвичайний і Повноважний Посол України у Німеччині.
2008–2009 — керівник Служби зовнішньої політики Секретаріату Президента України.
2009 — червень 2010 — Посол з особливих доручень Міністерства закордонних справ України.
З липня 2010 по травень 2015 — Надзвичайний і Повноважний Посол України в Королівстві Бельгія та в Люксембурзі.
З липня 2010 по травень 2015 — Глава Місії України при НАТО.
З червня 2015 по лютий 2017 — Заступник Міністра оборони України з питань європейської інтеграції.
З 3 лютого 2017 до 24 червня 2022 року — Надзвичайний і Повноважний посол України в Грузії.

## Знання мов
Володіє російською, англійською, французькою та польською мовами.

## Дипломатичний ранг
- Надзвичайний і Повноважний Посол.